# Bataille navale de Casablanca
Campagne d'Afrique du Nord (Seconde Guerre mondiale) (1940-1943)
Batailles
Guerre du Désert
- Invasion de l'Égypte
- Compass (Fort Capuzzo
- Nibeiwa
- Sidi Barrani
- Bardia
- Tobrouk (1941)
- Mechili
- Beda Fomm)
- Koufra
- Siège de Giarabub
- Sonnenblume
- El Agheila (1941)
- Siège de Tobrouk (Raid sur Bardia
- Raid Twin Pimples)
- Skorpion
- Brevity
- Battleaxe
- Crusader (Flipper
- Bir el Gubi (novembre 1941)
- Point 175
- Bir el Gubi (décembre 1941))
- Fort Lamy
- Gazala (Bir Hakeim
- Tobrouk (1942))
- Mersa Matruh
- El Alamein (juillet 1942) (Raid sur l'aérodrome de Sidi Haneish)
- Alam el Halfa
- Agreement (Caravan)
- Bertram
- Braganza
- El Alamein (octobre 1942) (Avant-poste Snipe)
- El Agheila (1942)

Débarquement allié en Afrique du Nord
- Blackstone
- Casablanca
- Reservist
- Terminal
- Port Lyautey
- Brushwood

Campagne de Tunisie
- Course pour Tunis
- Ligne Mareth
- Sidi Bouzid
- Kasserine
- Sejnane
- Ochsenkopf
- Capri
- Ksar Ghilane
- Pugilist
- El Guettar
- Wadi Akarit
- Longstop Hill
- Hill 609
- Vulcan
- Flax
- Retribution
- Strike

La bataille navale de Casablanca était une série d'engagements navals livrés entre les navires de l'United States Navy couvrant l'invasion de l'Afrique du Nord (opération Torch) et des navires de l'État français défendant la neutralité du protectorat français au Maroc conformément à l'Armistice du 22 juin 1940 signé dans la clairière de Rethondes pendant la Seconde Guerre mondiale.

## Objectifs alliés
Le Maroc était un protectorat de la France au moment de la Seconde Guerre mondiale. La France de Vichy s'était rendue à l'Allemagne après la bataille de France, signant un armistice avec l'Allemagne nazie. Le général Charles de Gaulle a commandé les forces françaises opposées à cet armistice et au gouvernement de Vichy, poursuivant la guerre aux côtés du Royaume-Uni et des Alliés. Le régime de Vichy - qui contrôlait le Maroc - était donc officiellement neutre, mais concrètement l'armistice obligeait Vichy à résister à toute tentative de s'emparer du territoire ou des équipements français à utiliser contre l'Allemagne. Les forces britanniques avaient bombardé les Français à Mers-el-Kébir pour empêcher la flotte française de tomber aux mains des Allemands après que les Français aient rejeté les demandes de rejoindre les Alliés ou de naviguer vers un port neutre, entraînant beaucoup de ressentiment entre la France et la Grande-Bretagne. Le gouvernement des États-Unis avait précédemment reconnu le régime de Vichy comme légitime. La planification militaire de l'opération Torch en 1942 a mis l'accent sur les troupes américaines dans les forces de débarquement initiales sur la base d'estimations du renseignement auxquelles elles seraient moins vigoureusement opposées qu'aux soldats britanniques.
Les planificateurs militaires alliés prévoyaient qu'une force entièrement américaine affectée à la prise de la ville portuaire atlantique de Casablanca pourrait être saluée comme des libérateurs.

## Prélude

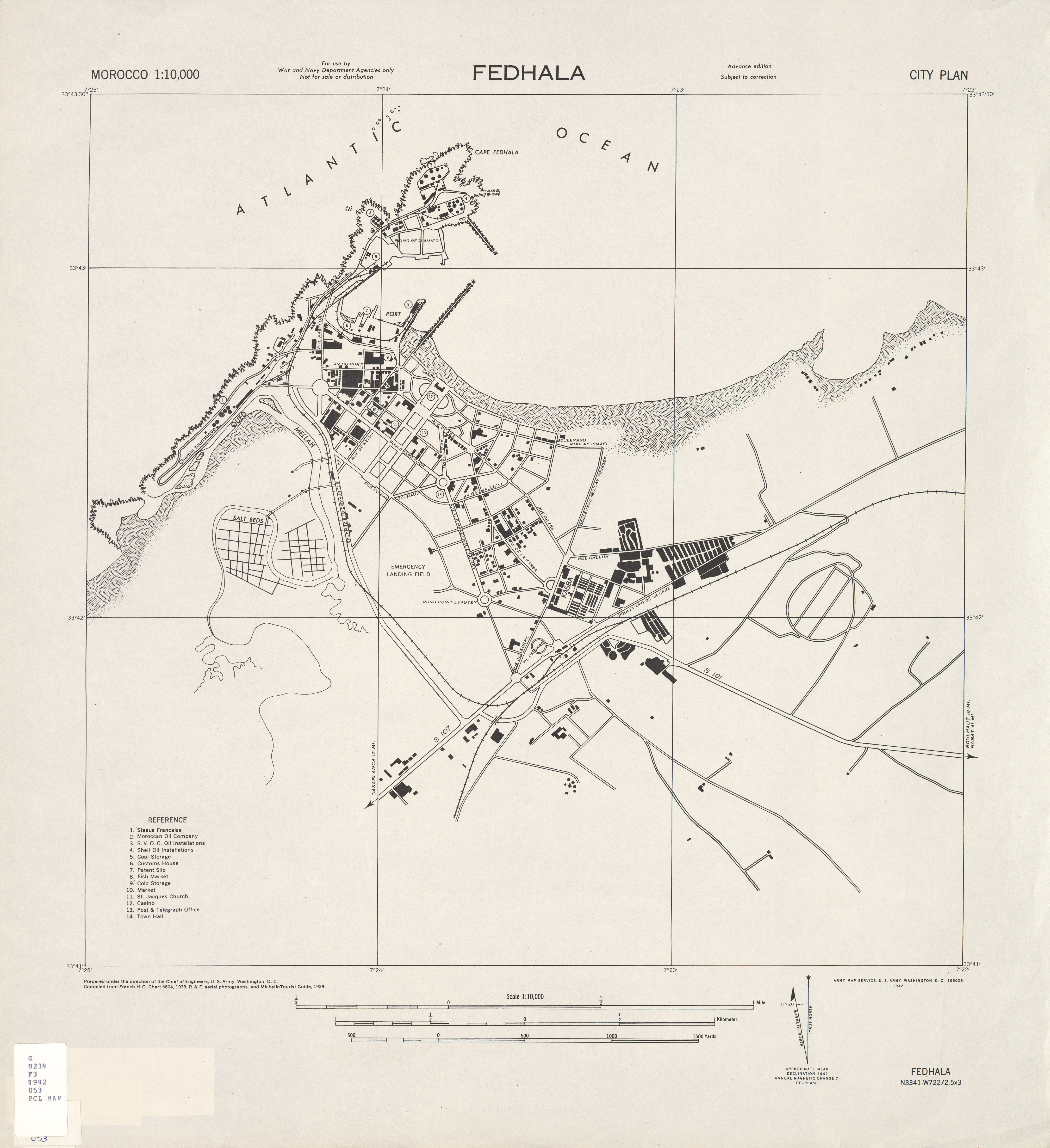
Plan de Fedala en 1942

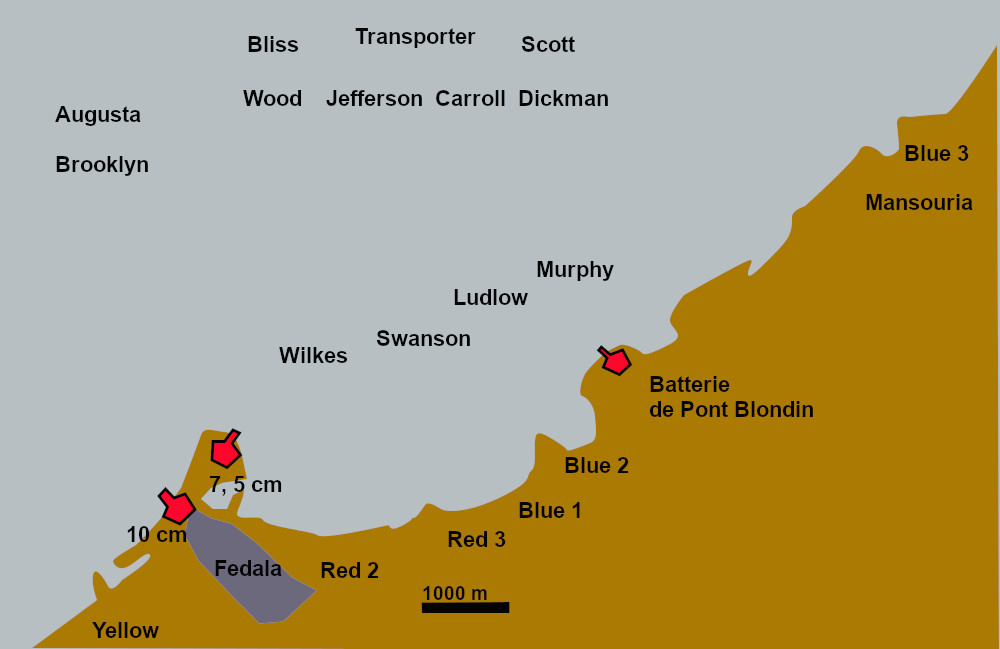
L' le 8 novembre 1942

Une force opérationnelle d'invasion de 102 navires américains transportant 35 000 soldats américains s'est approchée de la côte marocaine sans être détectée, sous le couvert de l'obscurité. Les défenseurs français ont interprété les premiers contacts comme un raid de diversion pour un débarquement majeur en Algérie.
Les défenseurs français ont été placés en état d'alerte lorsque des convois d'invasion britanniques ont été détectés passant par le détroit de Gibraltar. La flotte américaine s'est scindée en trois groupes le 7 novembre. Caché par l'obscurité, un groupe nord (six navires de troupes et deux cargos escortés par le cuirassé USS Texas, le croiseur léger USS Savannah et six destroyers) se préparent à débarquer 9 000 hommes du 60e régiment d'infanterie renforcés de 65 chars légers pour s'emparer de l'aérodrome de Port Lyautey (opération Goalpost) ; et un groupe sud (quatre navires de troupes et deux cargos escortés par le cuirassé USS New York, le croiseur léger USS Philadelphia et six destroyers) se préparait à débarquer 6 500 hommes du 47e régiment d'infanterie renforcés de 90 chars moyens et légers près du port de phosphate de Safi pour couvrir les approches sud de Casablanca (opération Blackstone), tandis que le groupe du centre couvert par le cuirassé Massachusetts et les croiseurs lourds Wichita et Tuscaloosa se préparait à débarquer la force d'occupation de Casablanca avec 19 500 soldats de la 3e division d'infanterie renforcée de 79 chars légers près de Fedala à 24 km au nord-est de Casablanca (opération Brushwood).
Des batteries de défense côtière navale flanquaient les deux extrémités de la plage de débarquement de Fedala avec:
- Batterie Chergui à Pont Blondin à l'est: 4 X canons de 138 mm modèle 1910, une mitrailleuse 13.2mm CAS AA HMG[note 1]
- Batterie de Fedala à l'ouest : 3 X canons de 100mm Mle 1897, une mitrailleuse bitube 13.2mm CAD AA HMG
- Défense des Passes : 2 X canons 75 m sur la pointe abritant l'extrémité ouest de la plage[8].

Le Port de Casablanca disposait de trois batteries de défense côtière et celle du cuirassé Jean Bart à quai:
- Batterie Oukacha : 4 x canons de 100mm Mle 1897, 2 x mitrailleuses bitubes 13.2mm CAD AA HMG
- Batterie du poste d'entrée de rade : 2 x canons de 75 mm mle 1897, 2 x mitrailleuses bitubes 13.2mm CAD AA HMG
- Batterie El Hank : 4 x canons de 194mm Mle 1902, 4 x canons de 138 mm mle 1910, 4 x mitrailleuses 13.2mm CA AA HMG
- Une seule tourelle opérationnelle du Jean Bart : 4 x canons de 380 mm Mle 1935

## Déroulement

### 8 novembre
Les navires de transport de troupes du groupe central USS William P. Biddle (en), USS Leonard Wood (en), USS Joseph T. Dickman (en), USS Tasker H. Bliss (en), USS Hugh L. Scott (en), USS Joseph Hewes (en), USS Edward Rutledge (en), USS Charles Carroll (en), USS Thomas Jefferson (en), USS Ancon (en), USS Elizabeth C. Stanton (en), USS Thurston (en), USS Arcturus (en), USS Procyon (en), et USS Oberon (en) ont jeté l'ancre à 8 km au large de Fedala à minuit. Les péniches de débarquement chargées se sont réunies et sont parties à 06h00. Les batteries de défense côtière de Pont Blondin ont été alertées par le bruit des moteurs des péniches de débarquement et ont éclairé les approches de la plage avec des projecteurs mais ceux-ci ont été éteints lorsque les bateaux de soutien des péniches ont ouvert le feu avec des mitrailleuses. Le destroyer USS Wilkes (DD-441) (en) et un bateau éclaireur chargé de marquer la Red Beach 2 se sont déplacés hors de position tout en manœuvrant pour éviter un bateau non identifié évalué comme potentiellement hostile ; et les péniches de débarquement ont heurté des rochers à pleine vitesse plutôt que d'atteindre leur plage prévue. Vingt et une des 32 péniches de débarquement du Leonard Wood ont fait naufrage. Huit des péniches de débarquement survivantes du navire ont fait naufrage dans les fortes vagues sur le bord de plage.
3 500 soldats américains étaient à terre à l'aube; mais la brume matinale cachait la taille de la force d'invasion. Les batteries de défense côtière de Fedala ont ouvert le feu sur les péniches de débarquement peu après 07h00,. À 07h20, l'amiral Hewitt autorise les quatre destroyers américains soutenant les péniches de débarquement à ouvrir le feu sur les batteries côtières françaises. Les artilleurs français endommagent les destroyers USS Ludlow (DD-438) (en) et USS Murphy (DD-603) (en), et à 07h25 les destroyers étaient défendus par les canons plus lourds des croiseurs Augusta et Brooklyn protégeant les navires de troupes. Les Ludlow et Wilkes ont réduit au silence la batterie Pont Blondin, tandis que l'Augusta a réduit au silence la batterie Fedala. Le Murphy, le USS Wainwright (DD-419) (en), et d'autres navires américains ont engagé deux avions français juste avant 07h00, les chassant finalement.

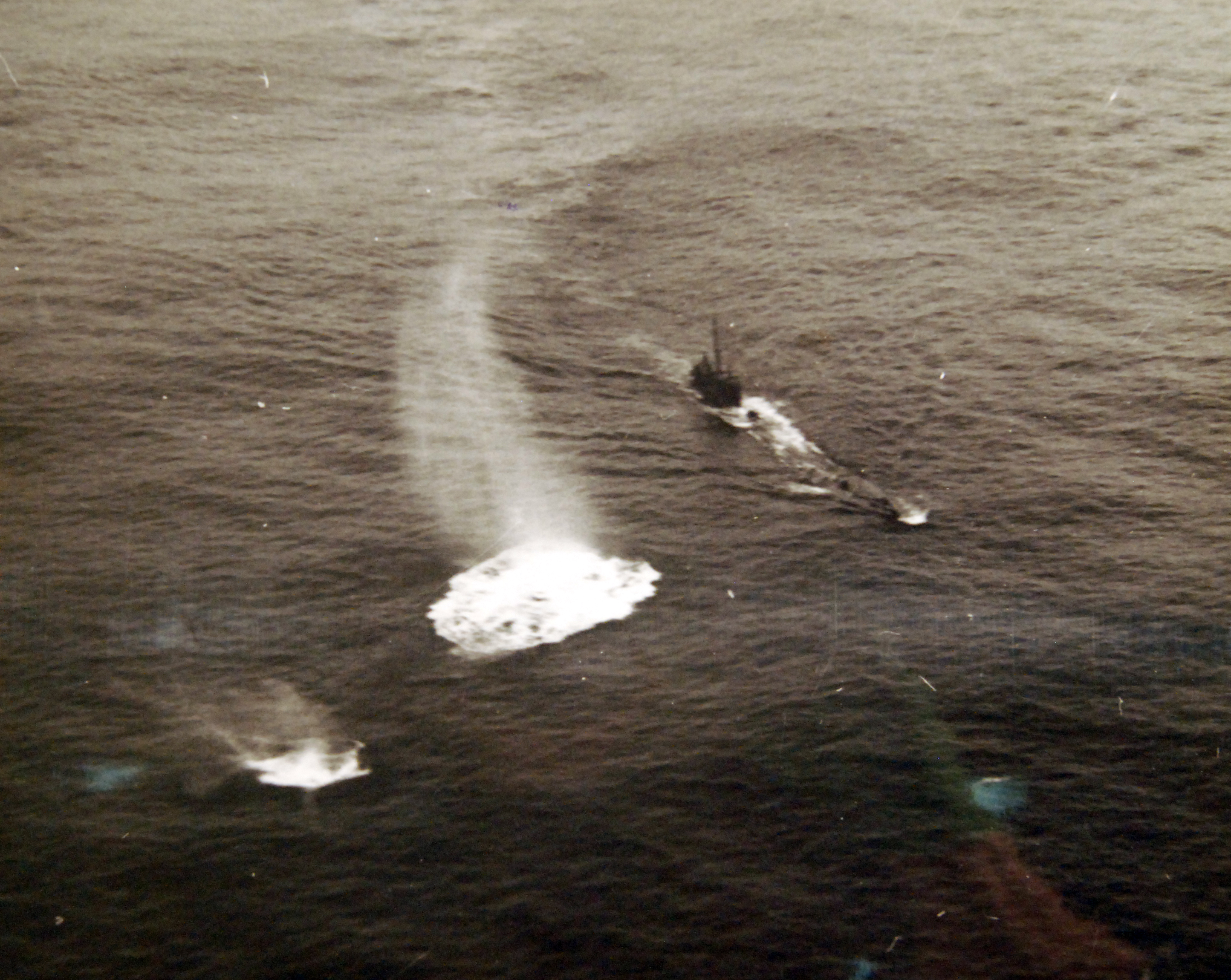
Attaque aérienne contre un sous-marin français au large du Maroc

Les sous-marins français Amazone, Antiope, Méduse, Orphée et Sibylle sont sortis du port pour des patrouilles défensives à 07h00. À 07h50[Quoi ?]. Vers 7h15, 24 chasseurs F4F-4 Wildcat décollent du pont du Ranger. Le porte-avions se trouvait à environ 45 kilomètres à l'ouest-nord-ouest de Fedala à l'époque. Presque simultanément, des Dewoitine D.520 français sont apparus au-dessus des plages du débarquement et ont tiré sur les péniches de débarquement à basse altitude. Les pertes en résultant étaient très faibles. Les chasseurs français du GC II/5 (20 Curtiss P-36 Hawk et 16 Dewoitine D.520) ont été engagés par des F4F-4 Wildcat du Ranger dans un combat aérien qui a abattu sept avions français contre quatre ou cinq avions américains jusqu'à 8 heures du matin. De plus, deux bombardiers en piqué SBD Dauntless et deux Grumman TBF Avenger ont été perdus par les défenses des chasseurs et les tirs au sol lors de raids aériens sur les aérodromes français à proximité. En retour, cependant, de nombreux avions français sont détruits sur ces aérodromes. Lors d'une attaque américaine, l'escadre Aéronavale stationnée près de Port-Lyautey perd à elle seule sept des neuf bombardiers Martin 167 opérationnels.
Des bombes ont commencé à tomber sur le port de Casablanca à 08h04. Dix cargos et paquebots civils ont été coulés et des sous-marins français Amphitrite, Oréade et Psyché ont été détruits dans le port. La force de couverture américaine de Massachusetts, Wichita et Tuscaloosa masquée par les destroyers Mayrant, Rhind, Wainwright et Jenkins est apparue au large et les canons du Massachusetts de 406 mm ont été ajoutés au bombardement. La batterie El Hank a observé des tirs de la force de couverture et a touché le Massachusetts avec sa première salve. La tourelle opérationnelle à bord du cuirassé incomplet Jean Bart a également ouvert le feu et il a été pris pour cible par le Massachusetts. Celui-ci ouvre le feu à 7h04 à une distance de 22 000 m et le stoppe à 8h33, tirant neuf bordées complètes et trente-huit autres tirs d'entre trois et six canons. Cinq coups atteignent le Jean Bart dont l'un bloque sa tourelle d'artillerie principale, le cuirassé français n'a eu le temps que de tirer sept coups. D'autres tirs atteignent les docks et coulent deux navires marchands. Épaulé par le croiseur lourd Tuscaloosa, le Massachusetts prend ensuite pour cible les destroyers français. Durant la bataille, le Massachusetts est touché par deux tirs des batteries côtières d'El Hank mais ne subit que des dommages superficiels, tandis qu'il tire 786 des 800 obus de 405 mm entreposés à bord, soit 98 % de ses munitions. Les lourds projectiles de 16 pouces du Massachusetts ont causé des dégâts importants bien que peu aient réellement explosé car ils avaient été équipés de fusées fabriquées en 1918. La force de couverture a alors ciblé la batterie El Hank de 08h40 à 09h25,.
Alors que la force de couverture engageait la batterie El Hank à l'ouest de Casablanca, sept navires du 2e escadron léger français sont sortis du port de Casablanca à 09h00 sous le couvert d'un écran de fumée pour attaquer les navires de troupes ancrés au large de Fedala à l'est. Le contre-torpilleur français Milan sortit avec les torpilleurs Fougueux et Boulonnais. À 09h20, l'escadre française est mitraillée par des avions de chasse du Ranger. Les artilleurs français coulent une péniche de débarquement et marquent des coups sur le Ludlow. Le Milan s'échoue après avoir été endommagé par des tirs du Wilkes,, du Wichita, et du Tuscaloosa. Le Massachusetts et Le Tuscaloosa ont engagé les destroyers français Fougueux à 10: 00 et le Boulonnais à 10h12. Le Fougueux a coulé à 10h40. Le croiseur léger Primauguet sort avec le contre-torpilleur chef de flottille Albatros et les torpilleurs Brestois et Frondeur. Engagé par le Massachusetts, le Primauguet était en sous-armé; il était en cours de réaménagement et n'était pas pleinement opérationnel mais a néanmoins riposté. La flottille française a également été engagée par l' Augusta et le Brooklyn de 11h00 à 11h20. L' Albatros s'échoue pour éviter de couler. Les navires restants sont retournés au port de Casablanca où le Primauguet s'est échoué et a brûlé et les deux destroyers ont chaviré. Quarante-cinq membres d'équipage ont été tués à bord du Primauguet, et plus de 200 autres blessés. Le sous-marin français Amazone a raté le Brooklyn avec une salve de torpilles,. Le Sibylle a disparu entre Casablanca et Fedala, mais la cause de sa destruction reste incertaine,. Les sous-marins français survivants Sidi-Ferruch et Le Conquérant sont sortis sans torpilles pour éviter leur destruction dans le port. Le Tonnant a réussi à charger quatre torpilles avant de partir. Le Brooklyn a coulé le Boulonnais à midi et le seul destroyer français restant opérationnel était L'Alcyon.
Une victime moins importante de cet engagement fut le bateau dans lequel Général Patton avait l'intention d'atteindre la plage depuis le vaisseau amiral Augusta. Le bateau avait été balancé sur des bossoirs en vue du lancement lorsque le souffle des canons de 8 pouces du croiseur a fait sauter le fond du bateau, provoquant la perte de la plupart des bagages de Patton par-dessus bord.
Trois petits navires de guerre français ont émergé du port de Casablanca en début d'après-midi pour sauver les marins du destroyer Fougueux, mais les navires de sauvetage ont été refoulés par les obus de la force de couverture américaine. Les avions français ont bombardé et mitraillé la plage du débarquement à intervalles réguliers tout au long de la journée, mais causèrent peu de dégâts. Après les premières attaques, les activités de l'armée de l'air française de Vichy s'affaiblissent rapidement. Ce n'est que vers midi qu'un dernier raid aérien de plusieurs bombardiers LeO-451 s'approchant individuellement sur les têtes de plage s'est produit, mais encore une fois, il n'y a eu que des pertes et des dégâts mineurs.
Au total, au moins 9 avions du Ranger et une trentaine d'avions français ont été perdus dans des combats aériens et des attaques contre des cibles au sol dans la zone de Fedala le 8 novembre (le nombre de victimes côté français n'est pas exactement certain). Au moins trois équipages américains sont portés disparus et un autre a été déclaré mort. Au total, les pertes parmi le personnel navigant américain devraient s'élever à 4 à 6 pilotes, artilleurs et navigateurs. Les pilotes de trois des cinq chasseurs Wildcat abattus ont pu se sauver en parachute. On ne sait rien de plus précis sur les pertes de personnel côté français, elles sont susceptibles d'être d'au moins 30 hommes (même si l'on peut supposer que les équipages des engins qui ont pris feu au sol ont largement pu se sauver).
Les ouvriers avaient réparé la tourelle du Jean Bart au coucher du soleil, et la batterie El Hank restait opérationnelle. Près de la moitié des 347 péniches de débarquement américaines avaient été détruites et moins de 8 000 soldats avaient été débarqués. Cinq sous-marins français traquaient encore la flotte d'invasion.

### 9 novembre

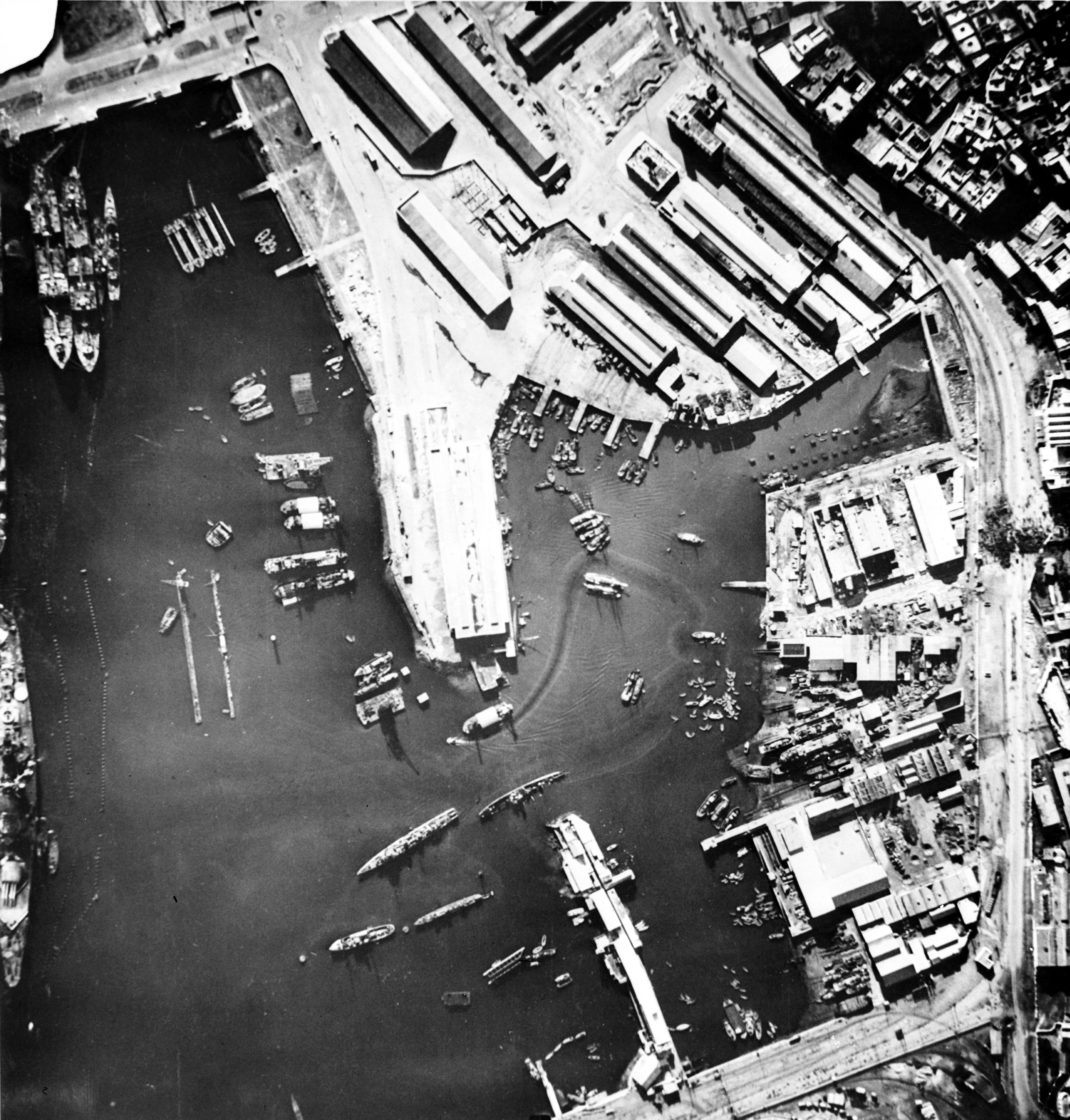
Vue aérienne du port de Casablanca, 9 novembre. Le Jean Bart est à l'extrême gauche. Notez les navires coulés au centre.

L'aube a découvert les plages de débarquement de Fedala fouettées par des vagues de 6 pieds (1,8288 m) qui ont considérablement gêné le déchargement des navires de troupes d'invasion. Quarante pour cent des troupes étaient à terre avec à peine un pour cent de leur ravitaillement. Il y avait des pénuries de munitions et des fournitures médicales insuffisantes pour les blessés. Les communications étaient coupées parce que l'équipement radio était toujours à bord des navires de troupes. L'avancée vers Casablanca s'est arrêtée car les équipes à terre manquaient d'équipement mécanisé pour déplacer le matériel de la plage de débarquement.

### 10 novembre
Les avisos français Commandant Delage et La Gracieuse sont sortis à 10h00 pour ouvrir le feu sur les troupes américaines avançant de Fedala vers la périphérie de Casablanca. Le croiseur Augusta et les destroyers Edison et Tillman ont chassé les navires français dans le port de Casablanca avant d'être forcés de battre en retraite par les tirs du Jean Bart. Neuf bombardiers en piqué SDB Dauntless du Ranger ont frappé le Jean Bart avec deux bombes de 1 000 lb (453,59237 kg) et l'ont coulé à 16h00. Jean Bart s'est posé dans la boue du port avec ses ponts inondés. Les sous-marins français Le Tonnant, Méduse et Antiope ont lancé des salves de torpilles infructueuses sur le Ranger, le Massachusetts et le Tuscaloosa, respectivement,. La Méduse a été paralysée par des contre-attaques et s'est échouée au large du Cap Blanc.
Les forces françaises de Casablanca se sont rendues le 11 novembre alors que 11 000 tonnes (75 % du total) de ravitaillement pour les troupes d'invasion restaient à bord des navires de transport. Ce jour-là, les sous-marins allemands ont pu atteindre les navires de transport avant qu'ils aient terminé le déchargement de la cargaison. En début de soirée, le sous-marin allemand U-173 a torpillé le destroyer USS Hambleton, le pétrolier USS Winooski (AO-38) et le transport de troupes Joseph Hewes ; environ 100 hommes sont morts dans le Joseph Hewes. À ce moment, l'USS Bristol a repéré un sous-marin en surface et l'a engagé avec ses canons de pont et enfin avec des grenades sous-marines, mais on ignore s'il a coulé le sous-marin français. Le sous-marin Sidi Ferruch a été coulé par des Grumman TBF Avenger du Suwanee le 11 novembre,.

### Conclusion
Les navires de troupes d'invasion sont restés dans leur mouillage sur rade pour garder le port de Casablanca ouvert afin de décharger des troupes supplémentaires à l'arrivée prévue du convoi UGF-2. Le sous-marin allemand U-130—aux ordres d'Ernst Kals torpilla les transports de troupes Tasker H. Bliss, Hugh L. Scott, et Edward Rutledge le soir du 12 novembre, tuant 74 militaires américains supplémentaires ; et incitant les navires de troupes non endommagés à quitter leur mouillage et à manœuvrer de manière évasive plus au large jusqu'à ce qu'ils puissent s'amarrer sous le vent du brise-lames de Casablanca le 13 novembre pour terminer le déchargement du matériel. Parmi les navires américains endommagés par des torpilles sous-marines les 11 et 12 novembre, les quatre transports de troupes ont coulé, mais le pétrolier et le destroyer ont été réparés. Les transports de troupes survivants ont quitté Casablanca lorsque leur déchargement a été achevé le 17 novembre.Le sous-marin français Le Conquérant a été coulé le 13 novembre par deux hydravions PBY Catalina au large de la Villa Cisneros. Le sous-marin Le Tonnant trop endommagé est sabordé au large de Cadix le 15 novembre. L'U-173 est coulé à son tour le 16 novembre 1942, à la position géographique de 33° 40′ N, 7° 35′ O, par des charges de profondeur tirées des destroyers américains USS Woolsey, USS Swanson et USS Quick.
L'un des obus de 16 pouces (406 mm) du Massachusetts pesant plus d'une tonne, tiré sur le Jean-Bart, après un rebond inattendu sur le quai, a provoqué l'effondrement, avec la mort de trois de ses habitants, de la maison attenante à la synagogue Ettedgui restée intacte, dans la médina de Casablanca. Plus tard, le chariot des artificiers pour enlever l'obus désamorcé ayant cédé sous la surcharge, il fallut alors faire venir un camion.

## Considérations allemandes
L'Allemagne considérait la reddition de six divisions marocaines à une petite force de raid commando comme une violation flagrante des obligations françaises de défendre la neutralité marocaine.
Les dernières étapes de la bataille consistaient en des opérations menées par des sous-marins allemands qui avaient atteint la région le jour même où les troupes françaises se rendaient.

## Forces en présence

### 2eescadre légère française
| Navire            | Type                                   | Photo | Déplacement/vitesse               | Armement                                             | Torpilles | Notes |
| ----------------- | -------------------------------------- | ----- | --------------------------------- | ---------------------------------------------------- | --------- | --- |
| Primauguet        | Croiseur léger de Classe Duguay-Trouin |       | 7 249 tonnes / 33 nœuds           | 8 Canon de 155 mm modèle 1920 en 4 tourelles doubles | 12        | Échoué et brûlé (perte totale) |
| Albatros          | Contre-torpilleur de Classe Aigle      |       | 2.441 tonnes/36 nœuds             | 5 × Canon de 138 mm modèle 1927                      | 6         | Échoué pour éviter de couler |
| Milan             | contre-torpilleur de Classe Aigle      |       | 2.441 tonnes/36 nœuds             | 5 × Canon de 138 mm modèle 1927                      | 6         | Échoué pour éviter de couler |
| La Grandière      | Aviso de Classe Bougainville           |       | 1.969 tonnes/15,5 nœuds           | 3 canons de 138 mm modèle 1927                       |           | |
| Boulonnais        | Torpilleur de classe L'Adroit          |       | 1.378 tonnes/33 nœuds             | 4 × Canon de 130 mm modèle 1924                      | 6         | Coulé par l'USS Brooklyn |
| Brestois          | Torpilleur de classe L'Adroit          |       | 1.378 tonnes/33 nœuds             | 4 × canons de 130 mm                                 | 6         | Chaviré |
| Fougueux          | Torpilleur de classe L'Adroit          |       | 1.378 tonnes/33 nœuds             | 4 × canons de 130 mm                                 | 6         | Coulé par l'USS Massachusetts |
| Frondeur          | Torpilleur de classe L'Adroit          |       | 1.378 tonnes/33 nœuds             | 4 × canons de 130 mm                                 | 6         | Chaviré |
| L'Alcyon          | Torpilleur de classe L'Adroit          |       | 1.378 tonnes/33 nœuds             | 4 × canons de 130 mm                                 | 6         | n'est pas sorti |
| Simoun            | Torpilleur de Classe Bourrasque        |       | 1.319 tonnes/33 nœuds             | 4 × canons de 130 mm                                 | 6         | En réparation des dommages d'un abordage - n'est pas sorti |
| Tempête           | Torpilleur de Classe Bourrasque        |       | 1.319 tonnes/33 nœuds             | 4 × canons de 130 mm                                 | 6         | En réparation des dommages d'un abordage - n'est pas sorti |
| Commandant Delage | Aviso drageur de mines de Classe Élan  |       | 630 tonnes/20 nœuds               | 1 canon double M1926 90 mm/50                        |           | Sortie le 10 novembre |
| La Gracieuse      | Aviso drageur de mines de Classe Élan  |       | 630 tonnes/20 nœuds               | 1 canon double M1926 90 mm/50                        |           | Sortie le 10 novembre |
| Le Tonnant        | Sous-marin de Classe 1 500 tonnes      |       | 1572 tonnes/17,5 nœuds en surface | 1 × canon de 100 mm                                  | 11        | attaque sans succès de quatre torpilles sur le porte-avions U.S.S. "Ranger", endommagé par un PBY catalina                                                                |
| Le Conquérant     | Sous-marin de Classe 1 500 tonnes      |       | 1572 tonnes/17,5 nœuds en surface | 1 × canon de 100 mm                                  | 11        | coulé par des PBY catalina |
| Sidi-Ferruch      | Sous-marin de Classe 1 500 tonnes      |       | 1572 tonnes/17,5 nœuds en surface | 1 × canon de 100 mm                                  | 11        | coulé par un avion de l'USS Suwannee (CVE-27) |
| Sibylle           | Sous-marin de Classe Diane (1926)      |       | 651 tonnes/13,7 nœuds en surface  | 1 × canon de 75 mm                                   | 7         | coule un transport de troupes, puis coule touché par une mine |
| Amazone           | Sous-marin de Classe Diane (1926)      |       | 651 tonnes/13,7 nœuds en surface  | 1 × canon de 75 mm                                   | 7         | attaque sans succès le croiseur U.S.S. "Brooklyn" (CL-40) |
| Méduse            | Sous-marin de Classe Diane (1926)      |       | 651 tonnes/13,7 nœuds en surface  | 1 × canon de 75 mm                                   | 7         | attaque sans succès de quatre torpilles sur le cuirassé U.S.S. "Massachusetts", échoué à la suite de bombardements d'avions. L’épave est coulée au canon par l'USS Rowan. |
| Antiope           | Sous-marin de Classe Diane (1926)      |       | 651 tonnes/13,7 nœuds en surface  | 1 × canon de 75 mm                                   | 7         | attaque sans succès de 6 torpilles sur le croiseur U.S.S. "Tuscaloosa".                                                                                                   |
| Orphée            | Sous-marin de Classe Diane (1926)      |       | 651 tonnes/13,7 nœuds en surface  | 1 × canon de 75 mm                                   | 7         | |
| Amphitrite        | Sous-marin de Classe Diane (1926)      |       | 651 tonnes/13,7 nœuds en surface  | 1 × canon de 75 mm                                   | 7         | détruit dans le port par bombardement aérien |
| Psyché            | Sous-marin de Classe Diane (1926)      |       | 651 tonnes/13,7 nœuds en surface  | 1 × canon de 75 mm                                   | 7         | détruit dans le port par bombardement aérien |
| Oréade            | Sous-marin de Classe Diane (1926)      |       | 651 tonnes/13,7 nœuds en surface  | 1 × canon de 75 mm                                   | 7         | détruit dans le port par bombardement aérien |

### Forces américaines
| Navire                       | Type                                        | Photo | Déplacement/vitesse     | Armement | Torpilles | Notes                                                                               |
| ---------------------------- | ------------------------------------------- | ----- | ----------------------- | --- | --------- | ----------------------------------------------------------------------------------- |
| Massachusetts                | Cuirassé de Classe South Dakota (1939)      |       | 35.000 tonnes/28 nœuds  | 9 x canons de 16 pouces (en) (406 mm) 20 x canons de 6 pouces (en) (127 mm) 4 x canons de 3 pouces (75 mm) à double usage 7 x quadruples canons automatiques Bofors de 40 mm 35 x canons automatiques Oerlikon 20 mm |           | A coulé plusieurs cargos et 2 torpilleurs                                           |
| USS Ranger                   | Porte-avions                                |       | 14.500 tonnes/29 nœuds  | 8 × canon de 5 pouces/25 calibres (127 mm) |           | A fourni une couverture aérienne                                                    |
| USS Suwannee                 | Porte-avions d'escorte                      |       | 11.400 tonnes/18 nœuds  | 2 × Canon de 5 pouces/51 calibres (127 mm) |           | A fourni une couverture aérienne                                                    |
| Wichita                      | Croiseur lourd de classe Wichita            |       | 10.000 tonnes/34 nœuds  | 9 × Canon de 8 pouces/55 calibres (203 mm) 8 × canons de 127 m |           | A coulé plusieurs torpilleurs. , endommagé par une batterie côtière avec 14 blessés |
| Tuscaloosa                   | Croiseur lourd de Classe New Orleans (1931) |       | 9.975 tonnes/32 nœuds   | 9 × 1 Canon de 8 pouces/55 calibres (203 mm) 8 canons de 127 m |           | Engagé et a aidé à couler plusieurs torpilleurs                                     |
| Augusta                      | Croiseur lourd de Classe Northampton        |       | 9.050 tonnes/32 nœuds   | 3x3 canon de 203 mm 4 canons de 127 mm |           | Opéré indépendamment en tant que vaisseau amiral                                    |
| Brooklyn                     | Croiseur léger de Classe Brooklyn           |       | 9.700 tonnes/33 noeudss | 15 × Canon de 6 pouces/47 calibres Mark 16 (152 mm) 8 canons de 127 mm |           | Affecté comme escorte pour les navires de troupes                                   |
| Mayrant                      | Destroyer de classe Benham                  |       | 1.500 tonnes/36 nœuds   | 4 canons de 127 mm | 16        |                                                                                     |
| USS Rhind (DD-404) (en)      | Destroyer de classe Benham                  |       | 1.500 tonnes/36 nœuds   | 4 canons de 127 mm | 16        |                                                                                     |
| USS Wainwright (DD-419) (en) | Destroyer de Classe Sims                    |       | 1.570 tonnes/38 nœuds   | 5 canons de 127 mm | 12        |                                                                                     |
| Jenkins                      | Destroyer de classe Fletcher                |       | 2.050 tonnes/37 nœuds   | 5 canons de 127 mm | 10        |                                                                                     |
| USS Rowan (DD-405) (en)      | Destroyer de Classe Benham                  |       | 1.500 tonnes/36 nœuds   | 4 canons de 127 mm | 16        |                                                                                     |
| USS Woolsey (DD-437) (en)    | Destroyer de Classe Gleaves                 |       | 1.620 tonnes/37 nœuds   | 4 canons de 127 mm | 10        |                                                                                     |
| USS Ludlow (DD-438) (en)     | Destroyer de Classe Geaves                  |       | 1.620 tonnes/36 nœuds   | 4 canons de 127 mm | 10        |                                                                                     |
| USS Edison (DD-439) (en)     | Destroyer de Classe Geaves                  |       | 1.620 tonnes/36 nœuds   | 4 canons de 127 mm | 10        |                                                                                     |
| USS Wilkes (DD-441) (en)     | Destroyer de Classe Geaves                  |       | 1.620 tonnes/36 nœuds   | 4 canons de 127 mm | 10        |                                                                                     |
| USS Swanson (DD-443) (en)    | Destroyer de Classe Geaves                  |       | 1.620 tonnes/36 nœuds   | 4 canons de 127 mm | 10        |                                                                                     |
| Bristol                      | Destroyer de Classe Geaves                  |       | 1.620 tonnes/36 nœuds   | 4 canons de 127 mm | 10        |                                                                                     |
| USS Boyle (en)               | Destroyer de Classe Benson                  |       | 1.620 tonnes/37 nœuds   | 4 canons de 127 mm | 5         |                                                                                     |
| USS Murphy (DD-603) (en)     | Destroyer de Classe Benson                  |       | 1.620 tonnes/37 nœuds   | 4 canons de 127 mm | 5         |                                                                                     |
| USS Tillman (DD-641) (en)    | Destroyer de Classe Gleaves                 |       | 1.630 tonnes/37 nœuds   | 4 canons de 127 mm | 5         |                                                                                     |